# Ruggiero di San Severino
Ruggiero di San Severino (zm. 25 grudnia 1221) – włoski benedyktyn, kardynał.
Pochodził z rodziny hrabiów San Severino i w 1176 został mnichem benedyktyńskim w klasztorze na Monte Cassino. We wrześniu 1179 roku został wybrany arcybiskupem Benewentu. Prawdopodobnie w tym samym czasie lub niewiele później papież Aleksander III mianował go kardynałem prezbiterem San Eusebio. Uczestniczył w Czwartym Soborze Laterańskim w 1215 roku.